# Empresa d'inserció
Les Empreses d'Inserció són estructures d'aprenentatge, en forma mercantil, la finalitat és la de possibilitar l'accés a l'ocupació de col·lectius desfavorits, mitjançant el desenvolupament d'una activitat productiva.
L'empresa d'inserció dissenya itineraris personalitzats on conjuga la formació teòrica amb la formació pràctica en un entorn de treball real i, a més, ofereix el suport assistencial que aquestes persones acostumen a necessitar. En la seva plantilla han de tenir un percentatge de persones treballadores en inserció mínim, que oscil·larà entre el 30% i el 60%. El 80% dels resultats s'ha de reinvertir en l'empresa ambl'objectiu de consolidar el projecte empresarial.

## Legislació
Les empres d'inserció estan regulades per la Llei 27/2002 de 20 de desembre de 2002.
L'Article 3, les defineix com:
1. Té la consideració d'empresa d'inserció aquella que sigui qualificada com a tal, que porti a terme qualsevol activitat econòmica de producció de béns o de prestació de serveis i l'objecte social de la qual tingui com a finalitat primordial la integració sociolaboral de persones en situació o greu risc d'exclusió social.
2. Poden ésser qualificades com a empreses d'inserció les societats mercantils, les societats laborals i les cooperatives que, legalment constituïdes, compleixin el que estableix aquesta Llei.

## Identitat
- Les Empreses d'Inserció conserven la lògica de les empreses de caràcter ordinari aplicant-hi i conjugant fórmules d'integració sociolaboral. El paper de les Empreses d'Inserció a través d'aquestes mesures d'economia social contribueixen, entre altres resultats, a la integració sociolaboral de grups en risc d'exclusió i que evidentment mostren necessitats específiques.
- Així doncs, al mateix temps que s'assoleixen fites de caràcter social, les Empreses d'Inserció porten a terme una idea de negoci produint béns i serveis multisectorials per a mercats de tots els tipus. Establir relacions de negocí amb Empreses d'Inserció, ja siga a nivell interempresarial o adquirint els seus productes, suposa contribuir a construir una societat més justa i solidària.
- Les Empreses d'Inserció actuen com a passarel·la per a les persones amb dificultats d'inserció sociolaboral, contribuint a desenvolupar les seves aptituds professionals les quals els possibilitin accedir al mercat laboral ordinari.